# Jennifer Wexton

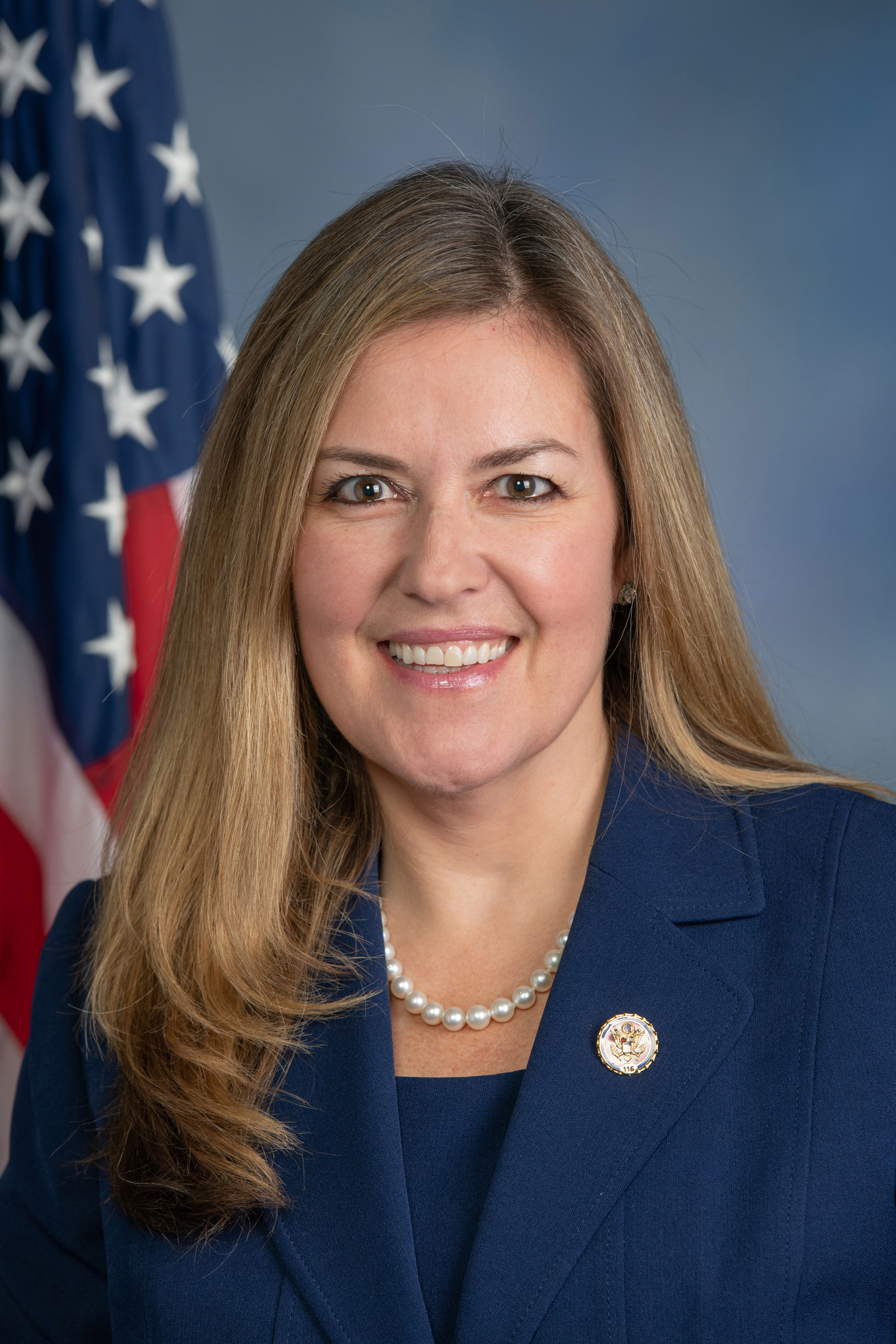
Jennifer Wexton (2019)

Jennifer Lynn Wexton (* 27. Mai 1968 als Jennifer Lynn Tosini in Washington, D.C.) ist eine US-amerikanische Politikerin der Demokratischen Partei. Von 2019 bis 2025 vertrat sie den zehnten Distrikt des Bundesstaats Virginia im Repräsentantenhaus der Vereinigten Staaten.

## Leben
Jennifer Wexton studierte Rechtswissenschaften an der University of Maryland, College Park sowie am College of William and Mary. Sie erwarb dabei einen Bachelor of Arts und einen Juris Doctor (J.D.). Anschließend arbeitete sie bis 2011 als Rechtsanwältin sowie als Staatsanwältin und Richterin in Loudoun County.
Wexton ist verheiratet und hat zwei Kinder; sie lebt in Leesburg, Virginia.
Im April 2023 teilte sie mit, dass die Parkinson-Krankheit bei ihr diagnostiziert wurde.

## Politische Karriere
2014 wurde Wexton in den Senat von Virginia gewählt, dem sie bis 2018 angehörte. Zuletzt übte sie dort das Amt des Minority Whip aus.
Bei der Wahl zum Repräsentantenhaus der Vereinigten Staaten 2018 wurde Wexton mit einem Stimmanteil von 56 Prozent im zehnten Kongresswahlbezirk des Bundesstaats Virginia gewählt. Sie setzte sich dabei gegen die republikanische Amtsinhaberin Barbara Comstock durch. Das Mandat wurde zuvor fast vier Jahrzehnte lang von einem Republikaner gehalten.
2020 konnte sie ohne Vorwahl zur Wiederwahl antreten. Sie traf dabei auf die Republikanerin Aliscia Andrews, die zur Wahl zugelassen wurde, obwohl sie die notwendigen Formulare zu spät einreichte. Sie konnte sich in der regulären Wahl am 3. November 2020 mit gut 56 % der Stimmen durchsetzen.
Die Primary (Vorwahl) ihrer Partei für die Wahlen 2022 wurde mangels Gegenkandidaten erneut abgesagt und Wexton wurde wiederum zur Kandidatin bestimmt. Sie trat damit am 8. November 2022 gegen Hung Cao von der Republikanischen Partei an. Sie setzte sich dann in der Hauptwahl im November 2023 mit 52,8 % der Stimmen durch.
Im September 2023 gab sie bekannt, aus gesundheitlichen Gründen 2024 nicht ernennt für einen Sitz im Repräsentantenhaus der Vereinigten Staaten zu kandidieren.

### Ausschüsse
Sie war Mitglied in folgenden Ausschüssen des Repräsentantenhauses:
- Committee on Appropriations
  - Legislative Branch
  - State, Foreign Operations, and Related Programs
  - Transportation, and Housing and Urban Development, and Related Agencies
- Committee on the Budget